# Felix Pollaczek

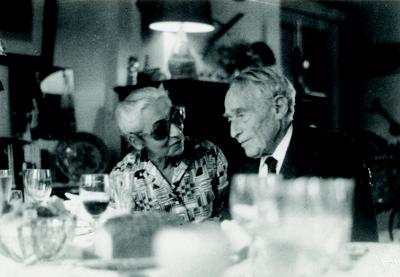

Felix Pollaczek  (* 1. Dezember 1892 in Wien; † 29. April 1981 in Boulogne-Billancourt) war ein österreichisch-französischer Mathematiker und Ingenieur.
Pollaczek studierte an der TU Wien und der TU Brünn, wo er 1920 sein Diplom in Elektrotechnik machte. 1922 wurde er bei Issai Schur an der Humboldt-Universität Berlin in Mathematik promoviert (Über die Kreiskörper der {\displaystyle l}-ten und {\displaystyle l^{2}}-ten Einheitswurzeln). Danach arbeitete er von 1921 bis 1923 als Telefon-Ingenieur bei AEG in Berlin, und von 1923 bis 1933 bei der Reichspost in Berlin Tempelhof. 1933 wurde er als Jude entlassen. Er ging nach Paris, wo er beratender Ingenieur bei der Societé d’Études pour Liaisons Telegraphiques et Telephoniques wurde. 1947 wurde er französischer Staatsbürger. 1939 bis 1940 und wieder ab 1944 war er Maitre de Recherches des CNRS.
Er befasste sich mit Zahlentheorie, Analysis, Wahrscheinlichkeitstheorie und theoretischer Physik verbunden mit seiner Tätigkeit als Elektroingenieur. Nach ihm ist die Pollaczek-Chintchin Formel in der Warteschlangentheorie (1930) benannt und spezielle orthogonale Polynome, die Arthur Erdélyi nach ihm benannte.
1977 erhielt er den John-von-Neumann-Theorie-Preis.
Seit 1921 war er mit der Mathematikerin Hilda Geiringer verheiratet, von der er sich aber schon 1922 trennte und mit der er eine Tochter hatte.